# Transformatorschaltrelais
Ein Transformatorschaltrelais (auch Trafoschaltrelais, TSRL) oder ein Transformatorsanfteinschalter, auch Trafosanfteinschalter, ist eine elektronische Baugruppe, die den erhöhten Einschaltstrom beim Einschalten eines Transformators mit Eisenkern vermeidet. Sie dient zugleich als Relais zum Zu- und Abschalten des Transformators und besitzt hierfür einen Steuereingang.

## Grundlagen
Bei Einsatz eines Trafoschaltrelais, Transformatorsanfteinschalters, fließt beim Einschalten eines Transformators kein erhöhter Einschaltstrom. Das wird erreicht, indem vor dem Einschalten für kurze Zeit eine Vormagnetisierung des Transformatorkerns mittels kleiner, unipolarer Spannungszeitflächen erfolgt und dann zum geeigneten Zeitpunkt gegenphasig voll eingeschaltet wird. Die Magnetisierung des Eisenkerns wird dabei mit dem Vormagnetisieren auf den normalen Betriebsumkehrpunkt der Induktion B auf der Hysteresekurve gebracht und dann voll eingeschaltet.
Ursache des erhöhten Einschaltstromes eines Transformators ist dessen Remanenz (Restmagnetisierung) sowie der dazu unpassende Einschaltzeitpunkt: Liegt dieser zu Beginn einer Spannungshalbwelle und trifft die Spannungsanstiegsrichtung überdies mit der Richtung der Restmagnetisierung zusammen, gerät der Eisenkern in die magnetische Sättigung, sodass während der Spannungshalbwelle der Strom stark ansteigt. (Die Spannungszeitfläche einer Halbwelle kann in diesem Fall den Eisenkern nicht weiter aufmagnetisieren!) Die entstehende unsymmetrische Magnetisierung wird erst im Verlauf mehrerer Vollwellen über den Kupferwiderstand der Primärwicklung und den Netz-Innenwiderstand abgebaut.
Der Einschaltstrom wird im Fall der Eisensättigung nur durch den Netzinnenwiderstand und den Widerstand der Transformator-Primärwicklung begrenzt. Der Einschaltstrom ist bei verlustarmen Transformatoren daher besonders groß. Trafos mit geringen Leerlaufströmen und geringen Eisenverlusten behalten überdies eine besonders hohe Remanenzinduktion nach dem Ausschalten, die wiederum mitverantwortlich ist für den hohen Einschaltstrom. Der Einschaltstrom kann das bis über 80-Fache des Nennstroms erreichen. Der Stromstoß kann ohne Trafoschaltrelais oder Einschaltstrombegrenzern nur mit trägen und im Nennstrom zu großen Sicherungen beherrscht werden, die oft ein Auslösen der übergeordneten Schutzeinrichtung bewirken beziehungsweise den Transformator nicht ausreichend schützen können.

## Aufbau und Funktion

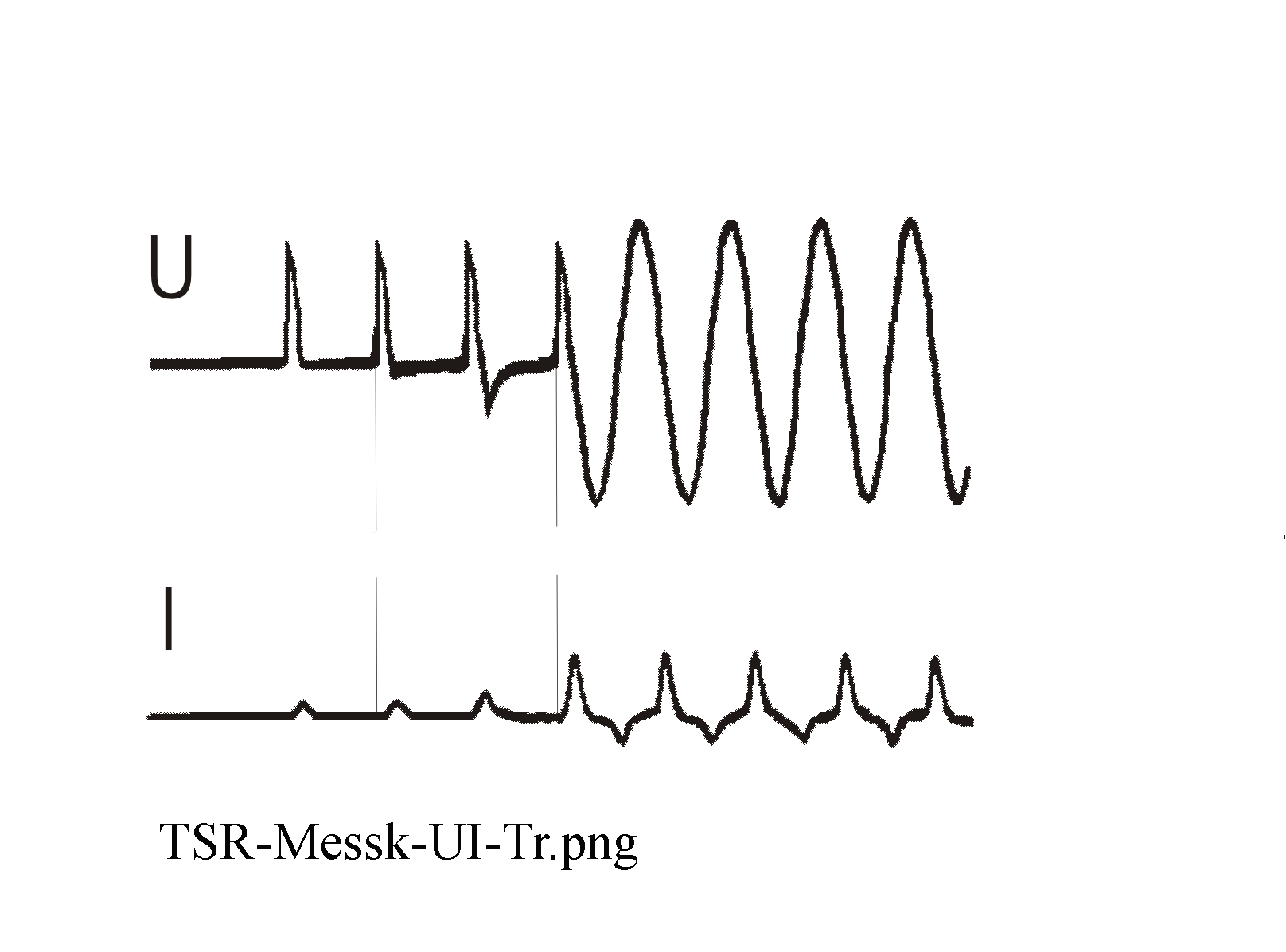
Verlauf von Spannung (oben) und Strom (unten) beim Einschalten eines Transformators mit einem Trafoschaltrelais. Es fließt nur der Leerlaufstrom von 200 mA Spitze

Trafoschaltrelais bestehen aus einem Halbleiterschalter (Triac) mit Ansteuerung und einem mechanischen Relais, welches den Halbleiterschalter nach der Einschaltphase überbrückt.
Herkömmliche und weithin bekannte Softstarteinrichtungen dimmen einfach mit einem bipolaren Phasenanschnitt von kleinen bis zu großen Stromflusswinkeln ausgehend immer weiter auf, bis die Last mit der vollen Netzspannung betrieben wird. Gerade leerlaufende Trafos mit geringen Verlusten haben mit diesem Dimmen Schwierigkeiten, weil durch die geringen Leerlaufströme das Stellglied, Triac, Thyristoren nicht symmetrisch auf den Haltestrom einrasten können, dann nach einer Seite hin ein Spannungszeitflächen-Übergewicht bilden, (Spannungszeitfläche = zeitlich integrierte Spannungskurve, die den magnetischen Fluss ergibt) und den Trafo damit in die Sättigung treiben.
Das Trafoschaltrelais arbeitet dagegen jedoch mit nur unipolaren Spannungszeitflächen und erzwingt damit von Anfang an regelrechte Leerlaufströme, wie die nebenstehende Grafik zeigt.
Die Vormagnetisierung und Remanenz des Transformator-Kernes wird zu Einschaltbeginn durch kleine Impulse nur einer Polarität (siehe Bild: Spannungsverlauf zu Beginn) in eine Richtung gebracht. Nach einer vorbestimmten Anzahl von Pulsen oder bei Detektieren der beginnenden Sättigung wird der Transformator zu Beginn einer entgegengesetzt gerichteten Spannungshalbwelle voll eingeschaltet (sinusförmiger Spannungsverlauf im Bild oben). Beides wird durch eine Steuerung koordiniert, die die Nulldurchgänge der Netzspannung detektiert.

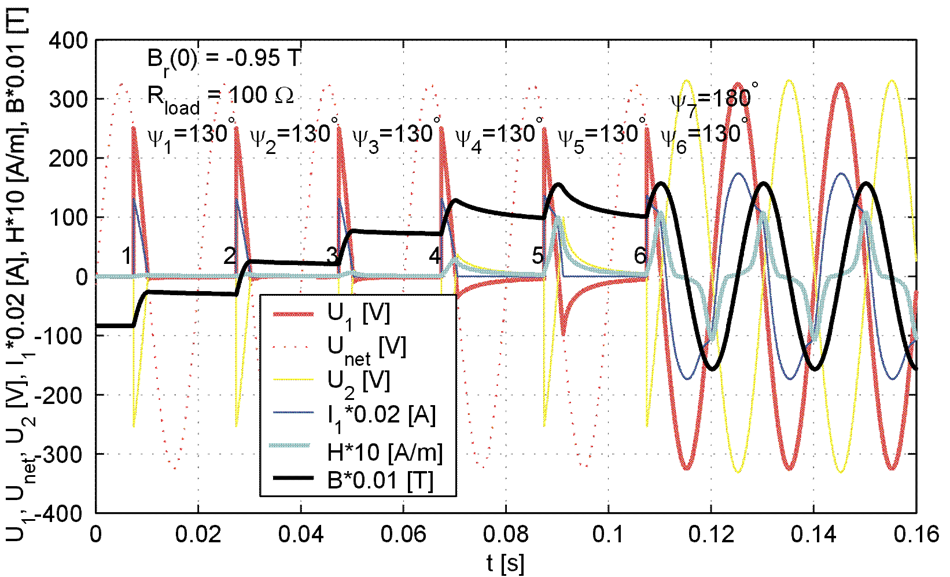
Netzspannung, unipolare Spannungszeitflächen, Magnetflussdichte, Feldstärke, Strom, Volleinschalten, beim TSR-Einschaltverfahren an Trafo mit R-Last

Nebenstehendes Bild beschreibt das TSR-Einschaltverfahren und zeigt auch den Magnetfluss. Der gemessene Trafo hat zu Beginn eine Remanenz von −0,95 T. Die einzelnen unipolaren Spannungszeitflächen transportieren den Magnetfluss Schritt für Schritt bis zum Endpunkt der Hysteresekurve. Anschließend wird voll eingeschaltet und so der Einschaltstrom nicht nur begrenzt, sondern ein Stromstoß wird sogar vollkommen vermieden. Beachtenswert ist das Verhalten des Magnetflusses, erkenntlich an der Kurve der Flussdichte B. Ab dem Erreichen der positiven Maximal-Remanenz wird der Magnetfluss von der nächsten Spannungszeitfläche in den Endpunkt der Hysteresekurve gefahren und dann fällt der Magnetfluss in der Pause wieder auf die positive Maximal-Remanenz zurück. Der Eisenkern reagiert also innerhalb der Remanenz-Grenzen zuerst integrierend für die Spannungszeitflächen, indem der Magnetfluss ansteigt nach jeder einzelnen unipolaren Spannungszeitfläche, ab der Maximal-Remanenz hört die Integrationswirkung auf, und der Kern wirkt nun wie eine magnetische Feder. Der Strom zeigt nach dem Volleinschalten hauptsächlich den Wirkstrom der R-Last, der mit der Netzspannung in Phase liegt. In den ersten Halbwellen nach dem Volleinschalten erhebt sich über dem Spannungsnulldurchgang noch der geringfügig erhöhte Leerlaufblindstrom, weil der Trafo etwas zu stark vormagnetisiert wurde.
Der Transformatorkern wird dadurch zunächst in eine Richtung vor-magnetisiert, um nachfolgend beim Zuschalten der Spannung in der entgegengesetzten Richtung voll aussteuerbar zu sein, ohne in die Sättigung zu gehen. Die zur richtigen Vormagnetisierung nötige Spannungszeitflächen-Breite muss nur einmal an die Trafotype, and damit an den Kernluftspalt oder den Restluftspalt, angepasst werden, wofür ein Potentiometer, Trimmer, dient. Das Verfahren arbeitet gänzlich lastunabhängig.
Nach vollendetem Einschaltzyklus wird der Triac mit einem Relaiskontakt überbrückt, um seine Verlustwärme während des weiteren Betriebes zu vermeiden und die Kurzschlussfestigkeit zu erhöhen.

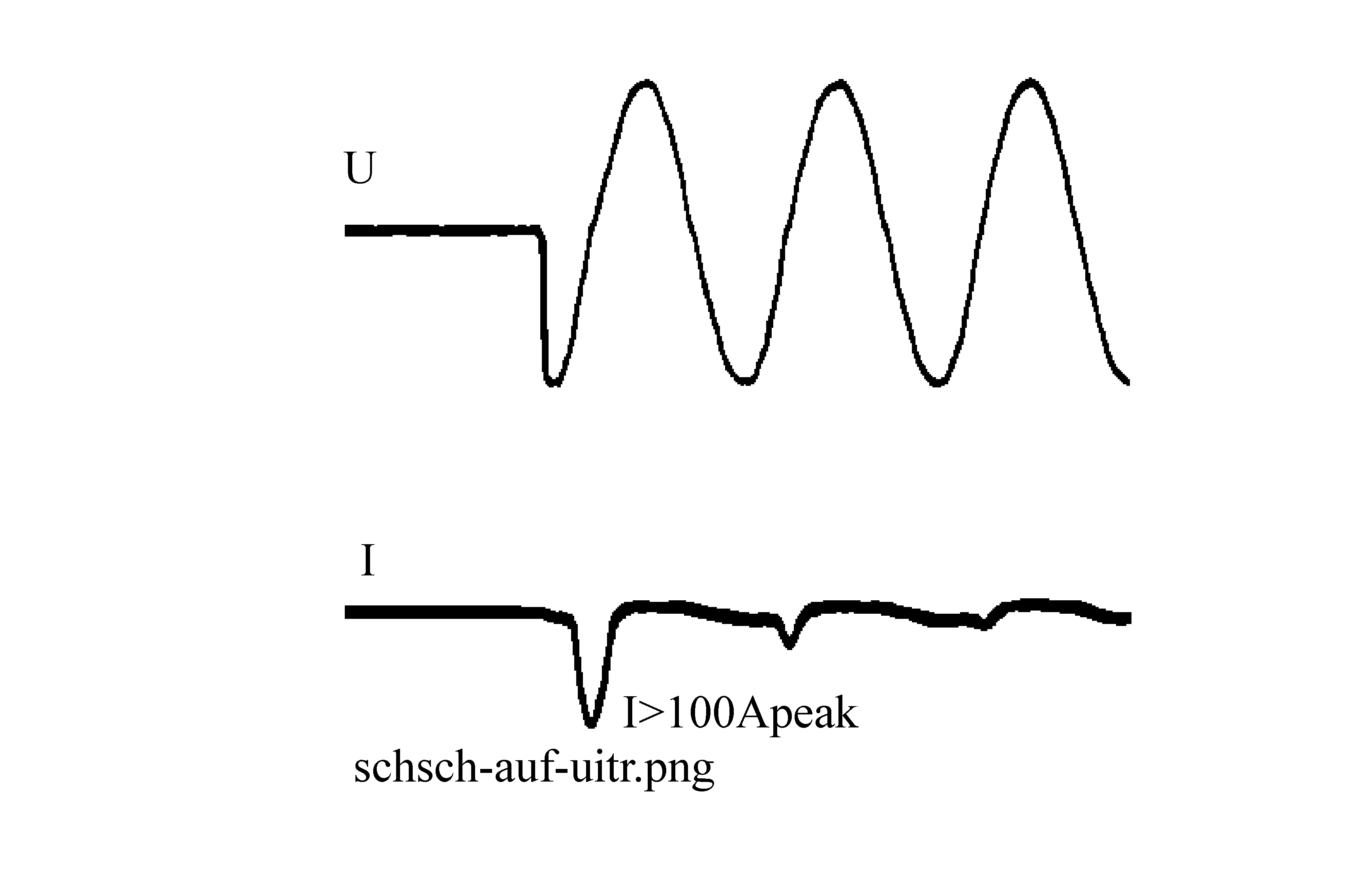
Messkurve von Scheitel-Einschaltvorgang mit einem 1-kVA-UI-Trafo, mit >100 A Spitze

Ein Einschaltvorgang des gleichen Trafos wie im Bild oben verwendet, allerdings mit einem Scheitelschalter eingeschaltet, ist im nebenstehenden Bild zu sehen. Im Nulldurchgang eingeschaltet wäre die Stromspitze noch größer.

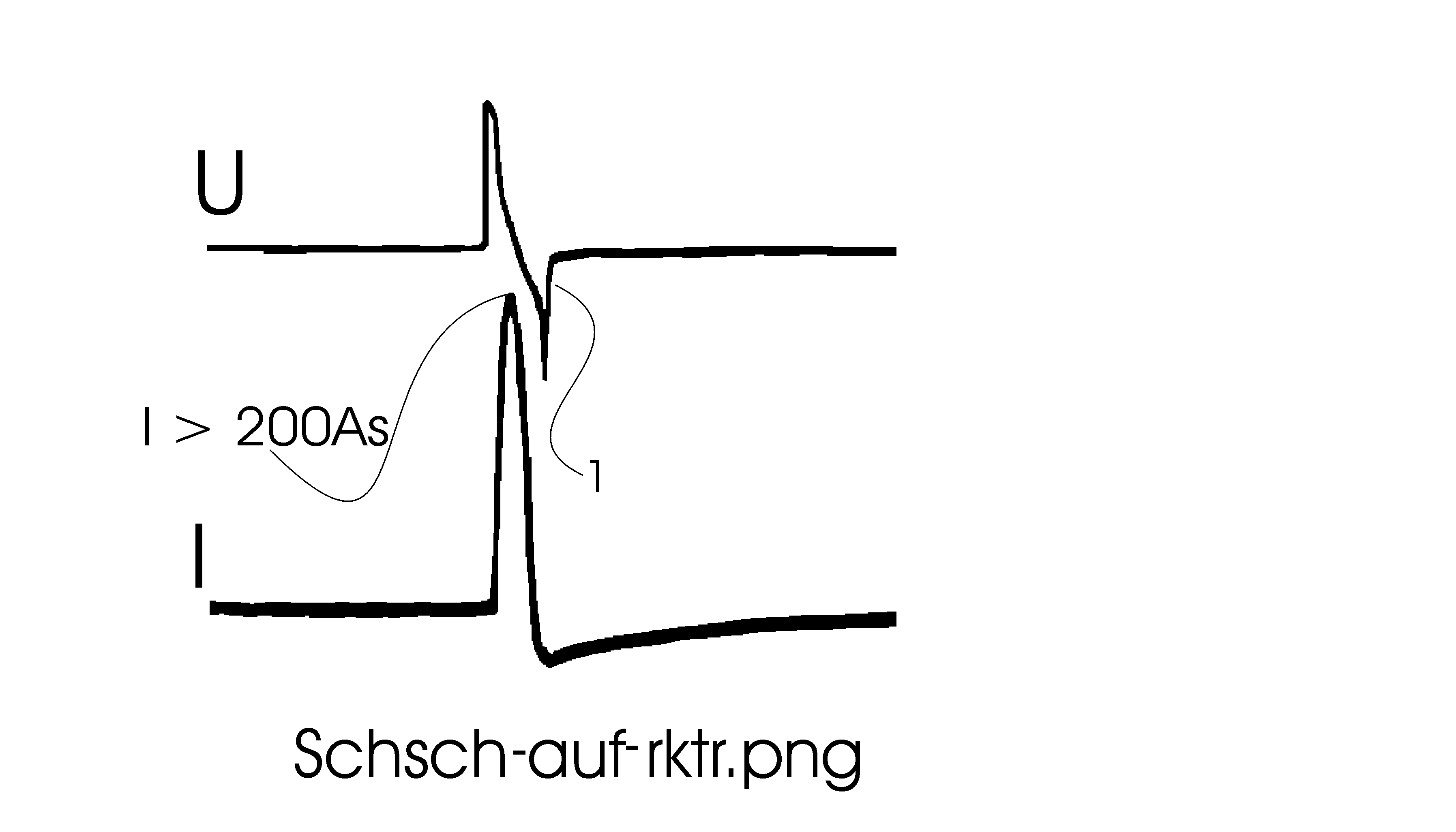
Messkurve von Scheitel-Einschaltvorgang mit einem 1-kVA-Ringkern-Trafo, mit >200 A Spitze

Wird ein Ringkerntransformator mit einem Scheitelschalter eingeschaltet, löst eine Sicherung aus, wie es im nebenstehenden Bild zu sehen ist. Das Scheiteleinschaltverfahren eignet sich nur für Transformatoren mit geringer oder Nullremanenz, wie es nur bei Transformatoren mit einem erheblichen Luftspalt im Eisenkern der Fall ist.

## Anwendung
Typische Eigenschaften von Anwendungsgebieten von Transformatorschaltrelais sind:
- Es ist häufiges Aus- und Einschalten erforderlich.
- Es ist erhöhte Zuverlässigkeit ohne unbeabsichtigtes Sicherungsauslösen (Versorgungssicherheit) gefordert.
- Auf der Primärseite des Trafos soll auf den Nennstrom abgesichert werden.
- Vorgelagerte, zum Beispiel gebäudeseitige Sicherungselemente dürfen nicht auslösen beim Einschalten des Transformators.
- Einsparung von Kabelquerschnitt bei längeren Leitungen zum Trafo unter Beibehaltung der Selektivität der Absicherungen.
- Es soll ein energiesparender Transformator mit hoher Effizienz und damit zwangsläufig hohem Einschaltstrom eingesetzt werden.
- Ein Transformator befindet sich in einem geschlossenen Gehäuse ohne Kühlluftzufuhr und darf deshalb nur wenig Wärme erzeugen und hat deshalb einen hohen Einschaltstromstoß ohne dessen Begrenzung.
- Wenn Medizingeräte mit Transformatoren mit sogenannten Netzhalbwellen Ausfällen geprüft werden, die zwar selten im Stromnetz vorkommen, erkennt das vorgeschaltete Trafoschaltrelais solche Netzfehler, schaltet sofort aus und starten spätestens nach 40 ms. nach der Netzwiederkehr erneut mit dem Volleinschalten, ohne dass es dabei zu Überströmen kommt.
- Mit der Sonderbauform „langsames Andimmen“ kann ein Trafoschaltrelais auch mehrere Schaltnetzteile zusammen, auch solche mit Powerfaktor-Korrektur, sanft einschalten, so dass die 16 A B-Gebäude-Absicherung nicht auslöst. Sonst löst üblicherweise schon bei mehr als zwei zusammen eingeschalteten Schaltnetzteilen von 50 Watt diese Absicherung aus. Die Dämpfung der Stromspitzen beträgt dabei mehr als Faktor 10. Computer, Bildschirme, Laptops, Industriesteuerungen können damit hinter einer selektiven Absicherung, welche zum Beispiel nach einer USV (unterbrechungsfreien Stromversorgung) angeordnet ist, sanft eingeschaltet werden.

Beispiele sind Trenntransformatoren in medizinischenEndoskopiewagen oder bei Ampeln mit LED-Signalleuchten. In vielen Fahrzeugen mit Netzeinspeisung, wie die von Rundfunkanstalten und des Technischen Hilfswerks, befinden sich Transformatorschaltrelais vor den Trenntransformatoren. Niedervolt-Heizeinrichtungen, die über Transformatoren gespeist werden, können mit dem Trafoschaltrelais vor dem Transformator, in Sonderbauform ohne Bypassrelais, in schnellem Takt ein und ausgeschaltet werden, womit die Heizenergie exakt dosiert werden kann.
Transformatorschaltrelais sind besonders für Ringkern- und Schnittbandkerntransformatoren geeignet, da diese mit hoher magnetischer Flussdichte nahe der beginnenden Sättigung arbeiten. Diese Kernbauformen verwenden texturiertes Kernblech, bei dem sich die Weiss-Bezirke durch den Magnetfluss besonders leicht ausrichten lassen. Ringkerntransformatoren haben außerdem keinen technologisch bedingten Luftspalt und deshalb eine hohe Remanenz im Eisenkern und geraten beim Einschalten daher ohne Einschaltstrombegrenzung besonders schnell in die Sättigung des gesamten Kernes.
Transformatorschaltrelais können auch Dreiphasentransformatoren ohne Einschaltströme schalten oder in schneller Folge takten.

## Vor- und Nachteile
Trafoschaltrelais besitzen gegenüber solchen Einschaltstrombegrenzern, die aus einem Heißleiter bestehen, den Vorteil, dass sie sofort wieder zum nächsten Schaltvorgang bereit sind, d. h. keine Abkühlphase benötigen, und dass sie den Einschaltüberstrom gänzlich vermeiden. Gegenüber anderen elektronischen Sanftanlaufgeräten besitzen sie den Vorteil einer kürzeren Startphase und der präzisen Einschaltung auch leerlaufender Transformatoren.
Trafoschaltrelais können auch den Ausfall nur einer Halbwelle des speisenden Netzes beherrschen, indem sie sofort aus und zum richtigen Zeitpunkt wieder zuschalten, ohne einen Einschaltstrom zu verursachen. (Der Halbwellenausfalltest ist ein Prüfkriterium für elektromedizinische Geräte.) Trafoschaltrelais überstehen bei richtiger Absicherung einen Kurzschluss. Über Trafoschaltrelais betriebene Transformatoren können mit weniger trägen Sicherungen auf den Nennstrom abgesichert werden und sind daher besser gegen Überlast geschützt. Die Temperaturbelastung von Schmelzsicherungen, wie sie bei Einschaltstromstößen auftritt, wird vermieden, wodurch deren Zuverlässigkeit und Lebensdauer steigt.
Der Nachteil von Trafoschaltrelais gegenüber zum Beispiel Heißleitern ist der höhere Bauteile-Aufwand und folglich der Preis. Sie werden bisher kaum in Massenanwendungen für private Verbraucher eingesetzt. In anderen Anwendungen kann der höhere Preis vertretbar sein und die Vorteile überwiegen lassen; so zum Beispiel bei Trenntransformatoren in medizinischen Geräten und Verkehrs-Lichtsignalanlagen.